# Ojcowie (serial telewizyjny)
Dads – amerykański serial telewizyjny wyprodukowany przez Fox. Serial jest emitowany od 17 września 2013 roku. Twórcami serialu są Alec Sulkin i Wellesley Wild.
7 maja 2014 roku, stacja Fox ogłosiła anulowanie serialu Dads.

## Fabuła
Serial opowiada o Elim i Warnerze, którzy są najlepszymi kumplami od czasów dzieciństwa i już odnieśli sukces zawodowy (stworzyli bardzo znaną grę wideo). Teraz ich sytuacja się zmienia, gdyż do domów wprowadzają się ich ojcowie.

## Obsada
- Giovanni Ribisi jako Warner jest żonaty i ma dwójkę dzieci, jest bardzo nerwowym człowiekiem
- Seth Green jako Eli – prowadzi bardzo niestabilne życie wręcz przeciwieństwo Warner'a, jest bardzo pewnym siebie, czasem nie ma zahamowań moralnych
- Martin Mull jako Crawford – ojciec Warnera – biznesmen, który wszędzie widzi szansę na rozkręcenie dobrego interesu
- Peter Riegert jako David – ojciec Elego – jest negatywnie nastawionym do ludzi człowiekiem, któremu nie udał się żaden związek To jego obwinia Eli za swoje nieudane życie prywatne.
- Brenda Song jako Veronica – sekretarka Elego i Warnera
- Tonita Castro jako Edna – sprzątaczka Elego
- Vanessa Lachey jako Camilla – żona Warnera

## Odcinki
| Sezon | Sezon | Odcinki | Oryginalna emisja | Oryginalna emisja | Oryginalna emisja | Oryginalna emisja | Oryginalna emisja |
| Sezon | Sezon | Odcinki | Premiera sezonu   | Finał sezonu      | Premiera sezonu   | Finał sezonu      |                   |
| ----- | ----- | ------- | ----------------- | ----------------- | ----------------- | ----------------- | ----------------- |
|       | 1     | 18      | 17 września 2013  | 11 lutego 2014    | 20 lipca 2014     | 14 września 2014  |                   |

### Sezon 1 (2013-2014)
| Nr | #  | Tytuł                           | Reżyseria       | Scenariusz                  | Premiera             | Premiera         |
| -- | -- | ------------------------------- | --------------- | --------------------------- | -------------------- | ---------------- |
| 1  | 1  | Pilot                           | Mark Cendrowski | Alec Sulkin, Wellesley Wild | 17 września 2013     | 20 lipca 2014    |
| 2  | 2  | Heckuva Job, Brownie            | Ted Wass        | Julius Sharpe               | 24 września 2013     | 20 lipca 2014    |
| 3  | 3  | Clean On Me                     | Ted Wass        | Julie Thacker-Scully        | 1 października 2013  | 27 lipca 2014    |
| 4  | 4  | Funny Girl                      | Mark Cendrowski | John Viener                 | 8 października 2013  | 27 lipca 2014    |
| 5  | 5  | Oldfinger                       | Gerry Cohen     | Tom Gammill, Max Pross      | 15 października 2013 | 3 sierpnia 2014  |
| 6  | 6  | My Dad's Hotter Than Your Dad   | Bob Koherr      | Tom Gammill, Max Pross      | 22 października 2013 | 3 sierpnia 2014  |
| 7  | 7  | Foul Play                       | Mark Cendrowski | Julius Sharpe               | 5 listopada 2013     | 10 sierpnia 2014 |
| 8  | 8  | Doubles Trouble                 | Gerry Cohen     | John Viener                 | 12 listopada 2013    | 10 sierpnia 2014 |
| 9  | 9  | Comic Book Issues               | Scott Ellis     | David A. Goodman            | 19 listopada 2013    | 17 sierpnia 2014 |
| 10 | 10 | Dad Abuse                       | Mark Cendrowski | Julie Thacker-Scully        | 26 listopada 2013    | 17 sierpnia 2014 |
| 11 | 11 | The Glitch That Stole Christmas | David Trainer   | Maggie Mull                 | 3 grudnia 2013       | 24 sierpnia 2014 |
| 12 | 12 | Mister Edna                     | Mark Cendrowski | Julius Sharpe               | 7 stycznia 2014      | 24 sierpnia 2014 |
| 13 | 13 | Eli Nightingale                 | Kelly Cronin    | John Viener                 | 14 stycznia 2014     | 31 sierpnia 2014 |
| 14 | 14 | Bully Gene                      | Gerry Cohen     | Julius Sharpe               | 21 stycznia 2014     | 31 sierpnia 2014 |
| 15 | 15 | Baby Fac                        | Gerry Cohen     | Julius Sharpe               | 28 stycznia 2014     | 7 września 2014  |
| 16 | 16 | Warner's Got It Made            | Gerry Cohen     | John Viener                 | 4 lutego 2014        | 7 września 2014  |
| 17 | 17 | Enemies of Bill                 | Mark Cendrowski | Julius Sharpe               | 11 lutego 2014       | 14 września 2014 |
| 18 | 18 | Have a Heart... Attack!         | Kelly Cronin    | John Viener                 | 11 lutego 2014       | 14 września 2014 |